# طائرالهدال
طائر الهدال (Dicaeum hirundinaceum)، المعروف أيضًا باسم نقار زهور الهدال، هو نوع من نقار الزهور موطنه الأصلي معظم أنحاء أستراليا (على الرغم من غيابه عن تسمانيا والمناطق الصحراوية الأكثر جفافًا) وأيضًا في شرق جزر مالوكو بإندونيسيا في بحر عرفورا بين أستراليا وغينيا الجديدة. يتغذى طائر الهدال بشكل رئيسي على ثمار نبات الهدال الطفيلي وهو ناقل لإنتشار بذور الهدال عبر جهازه الهضمي.

## التصنيف والتطور
طائر الهدال هو واحد من 44 نوعًا من فصيلة نقار الزهور Dicaeidae . يعتبر نقار الزهور الأقرب في العلاقة التطورية بين الطيور وعائلة طيور الشمس Nectariniidae. يُعتقد أن كلاً من نقار الزهور وطيور الشمس هي أوائل فروع مشابهات العصافير المشعة الذي حدثت قبل 20 إلى 30 مليون سنة.تم العثور على طيور الشمس بشكل رئيسي في أفريقيا وآسيا، ونقار الزهور في جميع أنحاء آسيا. من الناحية الجيولوجية يعتبر طائر الهدال من الطيور التي وصلت حديثاً إلى أستراليا من جنوب شرق آسيا.ويعتقد أنه بدأ استعمار أستراليا منذ حوالي مليوني سنة.
طائر الهدال هو متخصص على التغذية على الهدال وقد تطور المتخصصون في تغذية الهدال بشكل مستقل في ثماني من عائلات الطيور في العالم. وقد تطور هذا التخصص الغذائي الشديد في أنواع طيور غير الجواثم، وكذلك الجواثم من الطيور المغردة وشبيهات عصافير الملك. كان البحث العلمي المبكر يتطور بشكل متبادل بين الهدال وطائر الهدال مع اعتماد كبير على بعضهما البعض من خلال تطورهما. ونظراً لأن الهدال كان موجوداً في أستراليا لفترة طويلة وطيور الهدال لفترة قصيرة نسبياً، فقد تم توزيع بذور الهدال في الأصل عن طريق الطيور آكلة الفواكه غير المتخصصة مثل طيور آكلة العسل. على الرغم من أن طائر الهدال قد تطور ليصبح موزعاً محلياً فعالاً للغاية لبذور الهدال، إلا أن طائر الهدال يحتاج إلى الهدال ولكن الهدال لا يحتاج إلى طائر الهدال.
مؤخراً تم استخدام الأساليب العلمية القائمة على الجزيئات لتقييم التصنيف العام ضمن عائلة نقار الزهور. يعتمد التقسيم الجيني لنقار الزهرة على صفة مورفولوجية واحدة وهي طول ريشة الجناح الأساسية الخارجية. معظم نقار الزهور ثنائية اللون جنسياً، ولها مناقير أكثر ثباتاً من طيور الشمس وتظهر مجموعة متنوعة من تركيبة اللسان. أظهر التحليل الجيني للحمض النووي للميتوكوندريا لـ 70% من أنواع نقار الزهور أن طائر الهدال ونقار الزهور ذو القلنسوة الحمراء (D.geelvinkianum) هما أقرب الأقرباء لبعضهما البعض.

## روابط خارجية
- الوسائط المتعلقة بـ Dicaeum hirundinaceum في ويكيميديا كومنز
- | معرفات الأصنوفة | المَرفَق العالمي لمعلومات التنوع الحيوي (GBIF) • أنا عالم طبيعة (iNaturalist) • قاعدة بيانات زينوكانتو (Xeno-canto) • أنظمة بولد (BOLD) • المرصد الرقمي للطيور (eBird) • قاعدة بيانات أفباس (Avibase) • المركز الوطني الأمريكي لمعلومات التقانة الحيوية (NCBI) • موقع تنوع الحيوانات (ADW) • السجل المُؤقَّت للأنواع البحريَّة وغير البحريَّة (IRMNG) • نظام معلومات التصنيف المتكامل (ITIS TSN) |